# Heartbrand
A Heartbrand, conhecida também como Wall's, Good Humor ou Kibon e Olá nos países lusófonos, é uma marca e divisão mundial da Unilever, que junto à Ben & Jerry's forma o portfólio de sorvetes da empresa.  É a fabricante de 8 dos 15 sorvetes mais populares do mundo incluindo Cornetto, Fruttare, Magnum e Tablito.

## História
A Heartbrands foi criada em 1998, de modo a unir e internacionalizar todas as marcas de gelados nacionais possuídas pela Unilever, que já partilhavam antes os logotipos e as marcas de gelados. Apesar desta unificação que permitia a partilha entre países das produções, foram mantidos os nomes anteriores que já eram familiares para os cidadãos de cada país. Na grande maioria dos países, são vendidos os mesmos gelados com os mesmos nomes, por exemplo, Magnum, Cornetto e Carte D'Or.

### Olá
Em 1959, a fábrica de gelados Olá em Santa Iria de Azóia, foi comprada e rebatizada. A marca chegou a Portugal através de uma parceria entre a Unilever e a Jerónimo Martins e criou desde então vários gelados que só são vendidos em Portugal. No mesmo ano foi lançado o Cornetto, que posteriormente se tonou o gelado mais vendido em Portugal. Em 1970 se tornou a líder nacional em Portugal, quando comprou a principal concorrente Rajá.

### Kibon

Logotipo da Kibon

Em 1938, a Segunda Guerra Sino-Japonesa inspirou o norte-americano Ulysses Severin Harkson, dono da Hazelwood Ice Cream Company, de Xangai, a sair da China. O gerente comercial John Kent Lutey foi incumbido de procurar um outro país para implantar a empresa, planejando inicialmente na Argentina, mas optando por ficar no Brasil quando parou no Rio de Janeiro. Comprou uma pequena fábrica falida de sorvetes, Gato Preto, e abriu após reformas com o nome de US Harkson do Brasil no dia 24 de julho de 1941. No começo, foi difícil, já que ocorria a Segunda Guerra Mundial, que obrigava o país a racionar açúcar e leite, além de impossibilitar melhores recursos, como a importação de máquinas adequadas para a produção de sorvete. Mas mesmo assim, a produção continuou, e vendeu 3 milhões de picolés em apenas um fim de semana. No ano seguinte, a empresa mudou de nome para Sorvex Kibon, lançando dois sorvetes que se tornariam marcas registradas da empresa, Chicabon e Eskibon. Em 1965 foi comprada pela General Foods, e em 1997 adquirida pela Gessy Lever, atual Unilever. Foi a segunda incursão da Gessy Lever no mercado de sorvetes brasileiro: em 1972 a empresa comprou a Alnasa, fundada dois anos antes por ex-funcionários da Kibon, vendendo sob o nome Gelato, que manteve-se no mercado até sair em 1993, cedendo algumas de suas marcas à Yopa, atualmente conhecida como Sorvetes Nestlé.

## Presença Internacional
A Heartbrands está presente em mais de 40 países e adota diferentes nomes ao redor do mundo. Seus produtos são comercializados em diversos estabelecimentos do varejo como supermercados, hipermercados, lanchonetes, restaurantes e lojas próprias e especializadas.

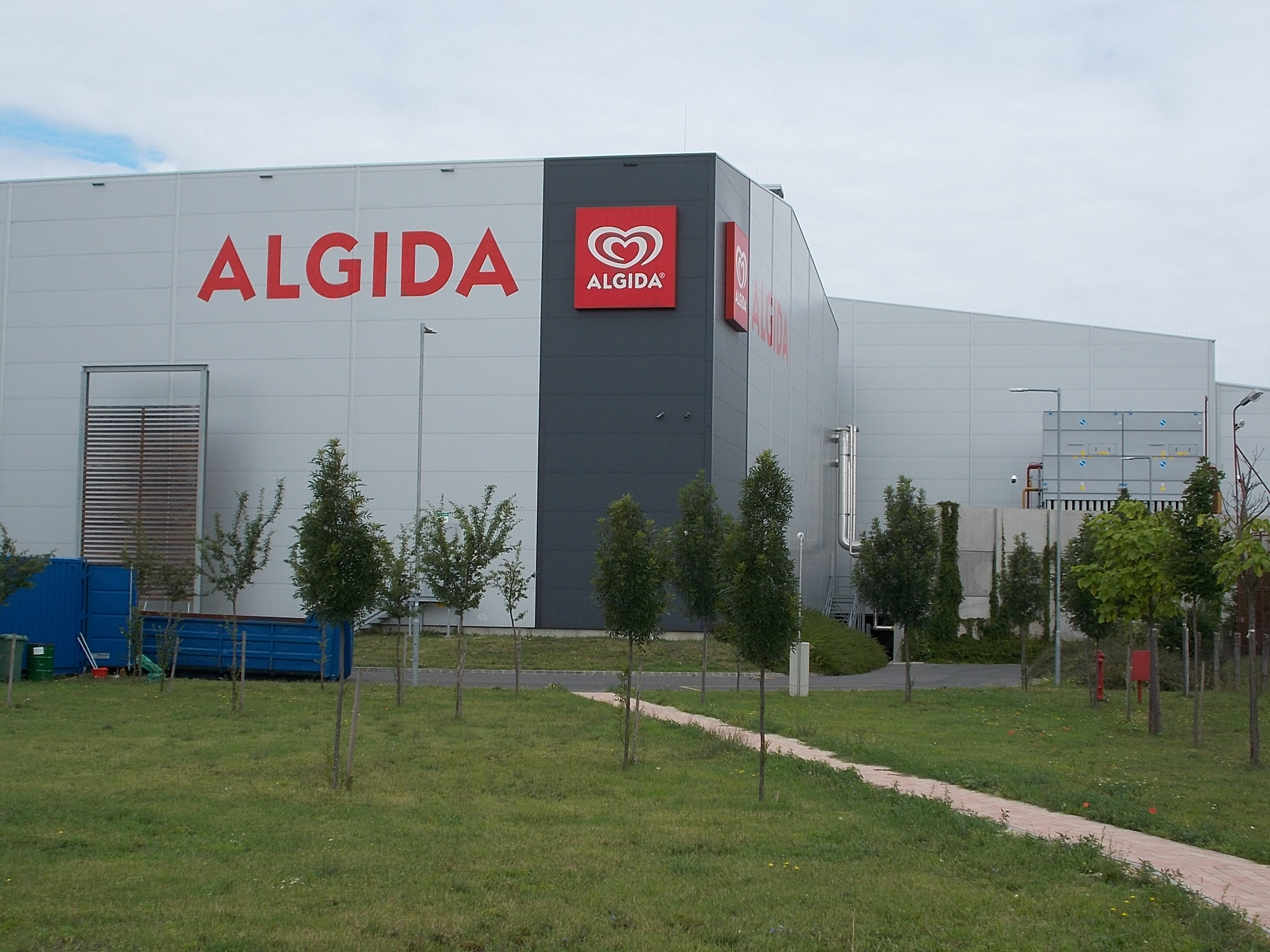
Fábrica da Algida na Hungria.

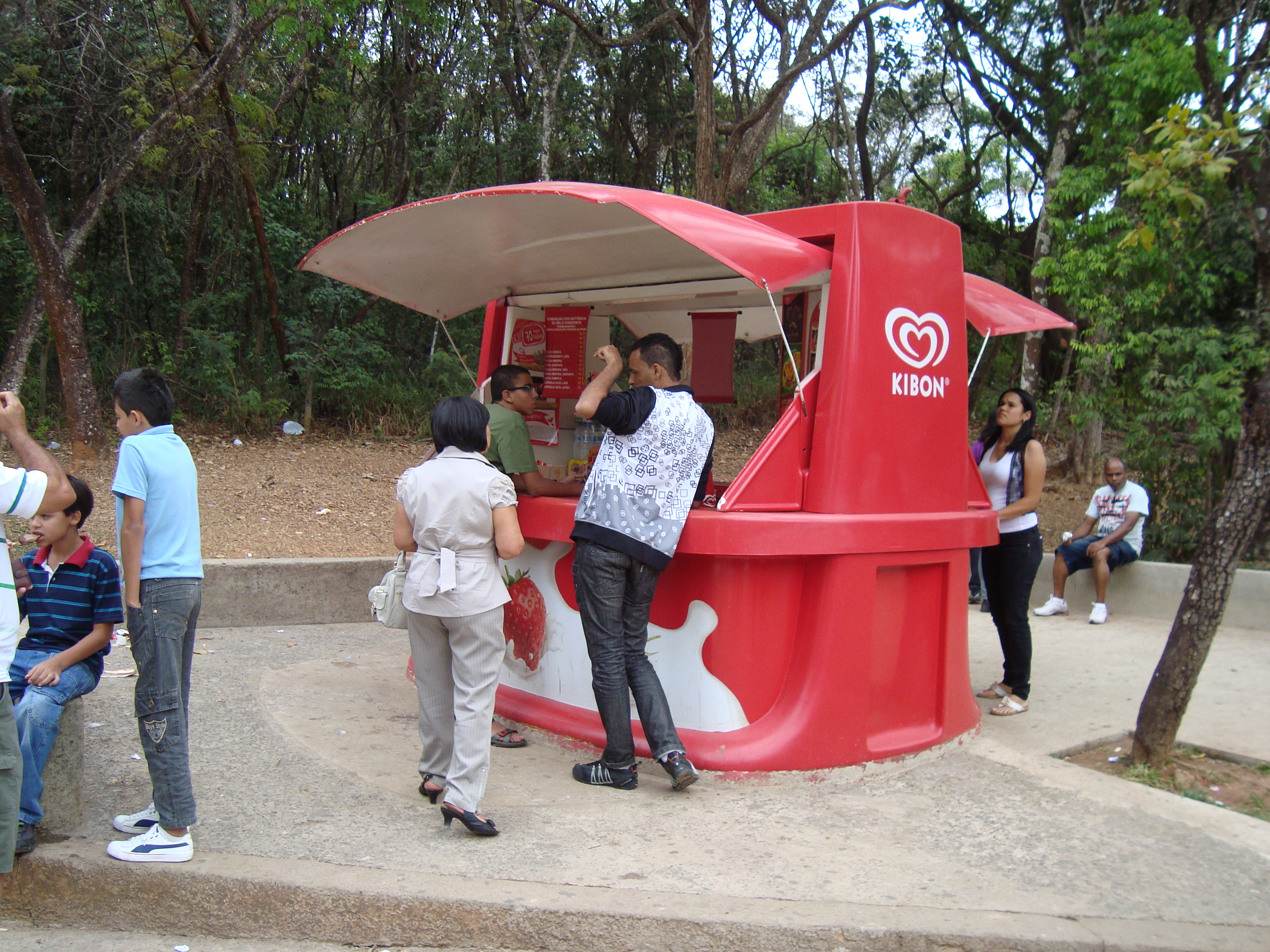
Quiosque da Kibon no Jardim Zoológico de Belo Horizonte, no Brasil.

- Algida -  Grécia,  Itália,  Roménia,  Polónia,  Rússia,  Eslováquia,  Turquia,  Hungria e Macedónia do Norte.
- Bresler -  Chile e  Bolívia

- Cargills -  Sri Lanka
- Eskimo -  Eslovênia,  Croácia,  Áustria e  Chéquia
- Frigo -  Espanha
- Frisko -  Dinamarca
- GB Glace -  Suécia
- Good Humor -  Estados Unidos e  Canadá
- HB Ice cream -  Irlanda
- Holanda -  México
- Ingman -  Finlândia
- Kibon -  Brasil,  Argentina e  Uruguai
- Kwality Wall's -  Índia
- La Fuente -  Colômbia

- Langnese -  Alemanha
- Lusso -  Suíça
- Miko -  França
- Olá -  Angola,  Portugal,  Países Baixos,  África do Sul,  Bélgica e  Luxemburgo[15]
- Pingüino -  Equador
- Selecta -  Filipinas
- Strauss -  Israel
- Streets -  Austrália,  Nova Zelândia
- Tio Rico -  Venezuela
- Wall’s -  Reino Unido,  China e  Paquistão

## Controvérsias
Em 2013, na cidade de São Luís, capital do Maranhão, uma cliente da empresa no Brasil alegou ter encontrado um parafuso num picolé da marca. O caso foi registrado em órgãos de proteção ao consumidor, mas nada foi apurado ou examinado e a Unilever não se manifestou sobre o caso. Casos semelhantes foram relatados em 2015 e 2017, quando foram relatados pedaços de vidro em potes de sorvetes.
Uma investigação de 2013 foi aberta globalmente para investigar se a Unilever e a Nestlé praticaram monopólio no mercado mundial de sorvetes, dificultando a entrada de novos concorrentes em padarias, restaurantes e lanchonetes. O caso envolveu a Heartbrands e suas subsidiárias nos países onde atuam, incluindo a Kibon e a Wall's.